# Estonia na Letnich Igrzyskach Olimpijskich 1932
Estonię na Letnich Igrzyskach Olimpijskich 1932 z powodów finansowych reprezentowało tylko 2 zawodników. Nie zdobyli żadnego medalu.

## Zawodnicy

### Lekkoatletyka
Mężczyźni
- Alfred Maasik

| Konkurencja   | Zawodnik      | Czas    | Miejsce |
| ------------- | ------------- | ------- | ------- |
| Chód na 50 km | Alfred Maasik | 6-19:00 | 10.     |

### Zapasy
Mężczyźni
- Osvald Käpp

| Konkurencja                | Zawodnik    | Odpadł   |
| -------------------------- | ----------- | -------- |
| Klasyczny, waga półśrednia | Osvald Käpp | runda 3. |
| Wolny, waga lekka          | Osvald Käpp | runda 2. |